# Dean Lewis/Auszeichnungen für Musikverkäufe

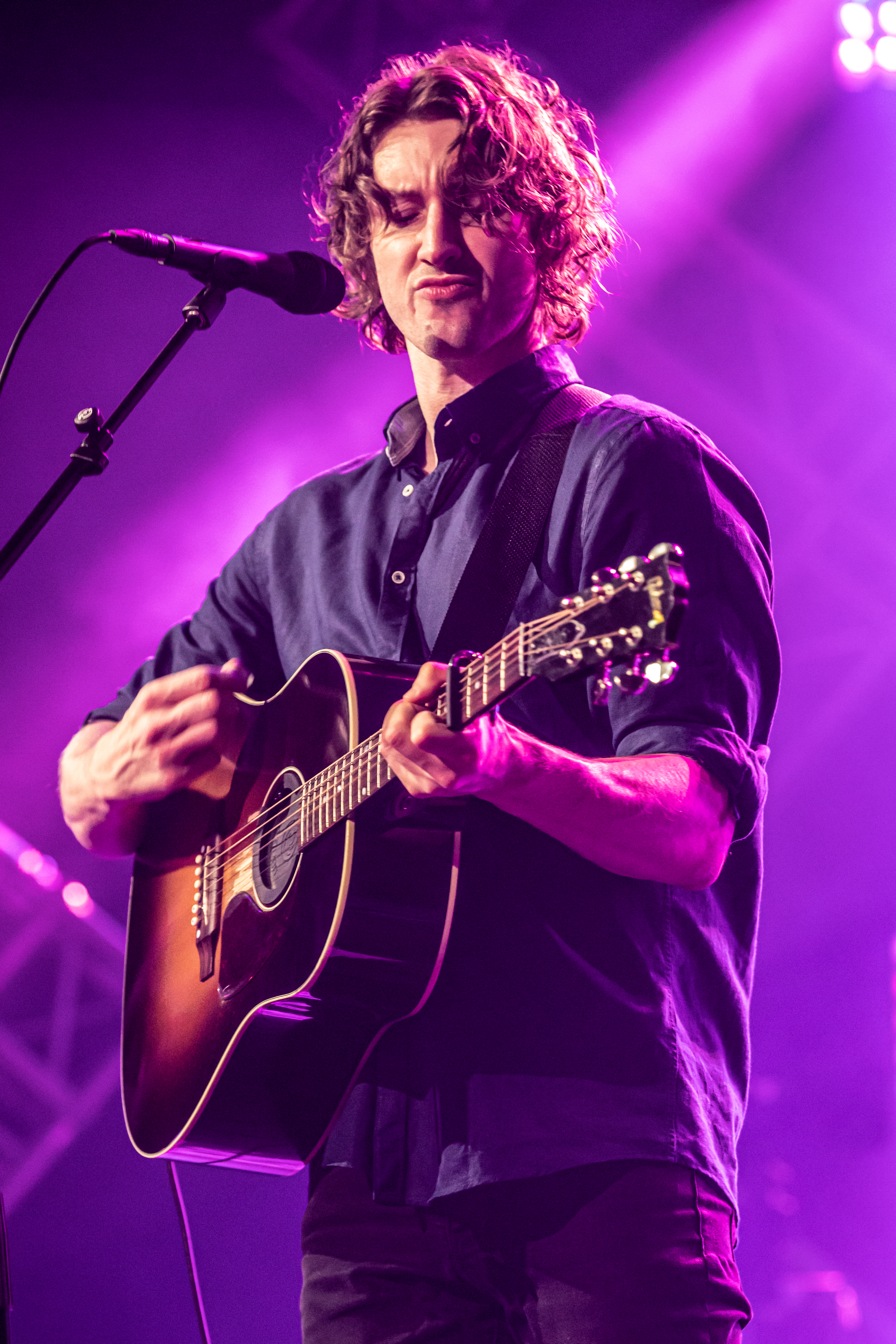
Dean Lewis (2019)

Dies ist eine Übersicht über die Auszeichnungen für Musikverkäufe des australischen Singer-Songwriters Dean Lewis. Die Auszeichnungen finden sich nach ihrer Art (Gold, Platin usw.), nach Staaten getrennt in alphabetischer Reihenfolge, geordnet sowie nach den Tonträgern selbst in chronologischer Reihenfolge, getrennt nach Medium (Alben, Singles usw.), wieder.

## Auszeichnungen
| - Vereinigtes Königreich - 2022: für das Album Same Kind of Different - 2023: für die Single 7 Minutes - 2023: für die Single Need You Now - 2024: für die Single Stay Awake - 2024: für die Single Lose My Mind - 2025: für die Single Hurtless - Australien - 2019: für das Lied A Place We Knew - 2020: für die Single Used to Love - 2020: für das Lied Let Go - 2023: für das Album Same Kind of Different - Brasilien - 2023: für die Single Used to Love - 2024: für das Lied Half a Man - 2024: für die Single 7 Minutes - Dänemark - 2024: für die Single 7 Minutes - 2025: für das Album The Hardest Love - 2025: für die Single Need You Now - Deutschland - 2023: für die Single How Do I Say Goodbye - Finnland - 2019: für das Album A Place We Knew - Frankreich - 2022: für die Single Waves - 2024: für die Single How Do I Say Goodbye - 2025: für das Album A Place We Knew - Italien - 2021: für die Single Waves - 2023: für die Single How Do I Say Goodbye - Kanada - 2020: für das Lied Chemicals - 2022: für die Single Need You Now - 2022: für die Single Lose My Mind - 2023: für die Single Looks Like Me - 2025: für das Album The Hardest Love - Neuseeland - 2020: für das Album Same Kind of Different - 2024: für das Album The Hardest Love - 2024: für die Single Used to Love - Norwegen - 2022: für die Single Stay Awake - 2022: für die Single 7 Minutes - Österreich - 2023: für die Single How Do I Say Goodbye - Polen - 2023: für die Single How Do I Say Goodbye - 2024: für das Lied Half a Man - Schweden - 2023: für die Single 7 Minutes - 2023: für die Single Never Really Loved Me - 2023: für die Single Need You Now - 2023: für die Single Lose My Mind - 2023: für das Lied Chemicals - Singapur - 2019: für das Album A Place We Knew - Spanien - 2024: für die Single How Do I Say Goodbye - 2024: für die Single Waves - Vereinigte Staaten - 2021: für das Album A Place We Knew - Vereinigtes Königreich - 2022: für das Album A Place We Knew - 2024: für das Lied Half a Man | - Australien - 2020: für das Lied Chemicals - 2021: für die Single Falling Up - 2024: für die Single Looks Like Me - Belgien - 2023: für die Single How Do I Say Goodbye - Brasilien - 2024: für die Single Waves - 2024: für die Single How Do I Say Goodbye - Dänemark - 2022: für die Single Waves - 2024: für die Single Hurtless - Deutschland - 2023: für die Single Waves - Italien - 2019: für die Single Be Alright - Kanada - 2021: für die Single 7 Minutes - 2022: für das Lied Half a Man - 2022: für die Single Stay Awake - Malaysia - 2019: für das Album A Place We Knew - Neuseeland - 2020: für die Single 7 Minutes - Norwegen - 2022: für das Lied Half a Man - Österreich - 2019: für die Single Be Alright - Philippinen - 2019: für das Album A Place We Knew - Polen - 2020: für die Single Waves - 2023: für das Album A Place We Knew - Portugal - 2022: für die Single Waves - Schweden - 2023: für das Album A Place We Knew - 2023: für die Single How Do I Say Goodbye - 2023: für das Lied Half a Man - Schweiz - 2019: für das Album A Place We Knew - 2023: für die Single How Do I Say Goodbye - Spanien - 2024: für die Single Be Alright - Vereinigte Staaten - 2023: für die Single Waves - Vereinigtes Königreich - 2022: für die Single Waves - 2024: für die Single How Do I Say Goodbye - Deutschland - 2025: für die Single Be Alright - Australien - 2019: für das Album A Place We Knew - 2023: für die Single Need You Now - 2023: für das Lied Half a Man - 2024: für die Single Hurtless - Belgien - 2020: für die Single Be Alright - Dänemark - 2023: für das Album A Place We Knew - 2025: für die Single How Do I Say Goodbye - Kanada - 2023: für die Single How Do I Say Goodbye - 2025: für das Album A Place We Knew - Neuseeland - 2024: für das Album A Place We Knew - Niederlande - 2019: für die Single Be Alright - Norwegen - 2019: für das Album A Place We Knew - 2022: für die Single Waves - Portugal - 2020: für die Single Be Alright - Schweden - 2023: für die Single Waves | - Australien - 2023: für die Single Lose My Mind - 2023: für die Single Stay Awake - Dänemark - 2024: für das Lied Half a Man - Kanada - 2021: für die Single Waves - Neuseeland - 2023: für die Single Waves - Polen - 2021: für die Single Be Alright - Vereinigtes Königreich - 2024: für die Single Be Alright - Australien - 2023: für die Single 7 Minutes - 2024: für die Single How Do I Say Goodbye - Dänemark - 2024: für die Single Be Alright - Vereinigte Staaten - 2023: für die Single Be Alright - Neuseeland - 2024: für die Single Be Alright - Norwegen - 2022: für die Single Be Alright - Schweden - 2022: für die Single Be Alright - Kanada - 2023: für die Single Be Alright - Australien - 2024: für die Single Waves - Australien - 2024: für die Single Be Alright - Brasilien - 2024: für die Single Be Alright - Frankreich - 2021: für die Single Be Alright |

## Auszeichnungen nach Alben

### Same Kind of Different
| Land/Region                  | Auszeichnungen für Musikverkäufe (Land/Region, Auszeichnung, Verkäufe) | Verkäufe |
| ---------------------------- | ---------------------------------------------------------------------- | -------- |
| Australien (ARIA)            | Gold                                                                   | 35.000   |
| Neuseeland (RMNZ)            | Gold                                                                   | 7.500    |
| Vereinigtes Königreich (BPI) | Silber                                                                 | 60.000   |
| Insgesamt                    | 1× Silber · 2× Gold ·                                                  | 102.500  |

### A Place We Knew
| Land/Region                  | Auszeichnungen für Musikverkäufe (Land/Region, Auszeichnung, Verkäufe) | Verkäufe  |
| ---------------------------- | ---------------------------------------------------------------------- | --------- |
| Australien (ARIA)            | 2× Platin                                                              | 140.000   |
| Dänemark (IFPI)              | 2× Platin                                                              | 40.000    |
| Finnland (IFPI)              | Gold                                                                   | 10.000    |
| Frankreich (SNEP)            | Gold                                                                   | 50.000    |
| Kanada (MC)                  | 2× Platin                                                              | 160.000   |
| Malaysia (RIM)               | Platin                                                                 | 10.000    |
| Neuseeland (RMNZ)            | 2× Platin                                                              | 30.000    |
| Norwegen (IFPI)              | 2× Platin                                                              | 40.000    |
| Philippinen (PARI)           | Platin                                                                 | 15.000    |
| Polen (ZPAV)                 | Platin                                                                 | 20.000    |
| Schweden (IFPI)              | Platin                                                                 | 30.000    |
| Schweiz (IFPI)               | Platin                                                                 | 20.000    |
| Singapur (RIAS)              | Gold                                                                   | 5.000     |
| Vereinigte Staaten (RIAA)    | Gold                                                                   | 500.000   |
| Vereinigtes Königreich (BPI) | Gold                                                                   | 100.000   |
| Insgesamt                    | 5× Gold · 15× Platin ·                                                 | 1.170.000 |

### The Hardest Love
| Land/Region       | Auszeichnungen für Musikverkäufe (Land/Region, Auszeichnung, Verkäufe) | Verkäufe |
| ----------------- | ---------------------------------------------------------------------- | -------- |
| Dänemark (IFPI)   | Gold                                                                   | 10.000   |
| Kanada (MC)       | Gold                                                                   | 40.000   |
| Neuseeland (RMNZ) | Gold                                                                   | 7.500    |
| Insgesamt         | 3× Gold ·                                                              | 57.500   |

## Auszeichnungen nach Singles

### Waves
| Land/Region                  | Auszeichnungen für Musikverkäufe (Land/Region, Auszeichnung, Verkäufe) | Verkäufe  |
| ---------------------------- | ---------------------------------------------------------------------- | --------- |
| Australien (ARIA)            | 11× Platin                                                             | 770.000   |
| Brasilien (PMB)              | Platin                                                                 | 40.000    |
| Dänemark (IFPI)              | Platin                                                                 | 90.000    |
| Deutschland (BVMI)           | Platin                                                                 | 600.000   |
| Frankreich (SNEP)            | Gold                                                                   | 100.000   |
| Italien (FIMI)               | Gold                                                                   | 35.000    |
| Kanada (MC)                  | 3× Platin                                                              | 240.000   |
| Neuseeland (RMNZ)            | 3× Platin                                                              | 90.000    |
| Norwegen (IFPI)              | 2× Platin                                                              | 120.000   |
| Polen (ZPAV)                 | Platin                                                                 | 20.000    |
| Portugal (AFP)               | Platin                                                                 | 10.000    |
| Schweden (IFPI)              | 2× Platin                                                              | 160.000   |
| Spanien (Promusicae)         | Gold                                                                   | 30.000    |
| Vereinigte Staaten (RIAA)    | Gold                                                                   | 500.000   |
| Vereinigtes Königreich (BPI) | Platin                                                                 | 600.000   |
| Insgesamt                    | 4× Gold · 27× Platin ·                                                 | 3.405.000 |

### Need You Now
| Land/Region                  | Auszeichnungen für Musikverkäufe (Land/Region, Auszeichnung, Verkäufe) | Verkäufe |
| ---------------------------- | ---------------------------------------------------------------------- | -------- |
| Australien (ARIA)            | 2× Platin                                                              | 140.000  |
| Dänemark (IFPI)              | Gold                                                                   | 45.000   |
| Kanada (MC)                  | Gold                                                                   | 40.000   |
| Schweden (IFPI)              | Gold                                                                   | 40.000   |
| Vereinigtes Königreich (BPI) | Silber                                                                 | 200.000  |
| Insgesamt                    | 1× Silber · 3× Gold · 2× Platin ·                                      | 465.000  |

### Lose My Mind
| Land/Region                  | Auszeichnungen für Musikverkäufe (Land/Region, Auszeichnung, Verkäufe) | Verkäufe |
| ---------------------------- | ---------------------------------------------------------------------- | -------- |
| Australien (ARIA)            | 3× Platin                                                              | 210.000  |
| Kanada (MC)                  | Gold                                                                   | 40.000   |
| Schweden (IFPI)              | Gold                                                                   | 40.000   |
| Vereinigtes Königreich (BPI) | Silber                                                                 | 200.000  |
| Insgesamt                    | 1× Silber · 2× Gold · 3× Platin ·                                      | 490.000  |

### Be Alright
| Land/Region                  | Auszeichnungen für Musikverkäufe (Land/Region, Auszeichnung, Verkäufe) | Verkäufe   |
| ---------------------------- | ---------------------------------------------------------------------- | ---------- |
| Australien (ARIA)            | 16× Platin                                                             | 1.120.000  |
| Belgien (BRMA)               | 2× Platin                                                              | 80.000     |
| Brasilien (PMB)              | Diamant                                                                | 160.000    |
| Dänemark (IFPI)              | 5× Platin                                                              | 450.000    |
| Deutschland (BVMI)           | 3× Gold                                                                | 900.000    |
| Frankreich (SNEP)            | Diamant                                                                | 333.333    |
| Italien (FIMI)               | Platin                                                                 | 50.000     |
| Kanada (MC)                  | 9× Platin                                                              | 720.000    |
| Neuseeland (RMNZ)            | 6× Platin                                                              | 180.000    |
| Niederlande (NVPI)           | 2× Platin                                                              | 160.000    |
| Norwegen (IFPI)              | 6× Platin                                                              | 360.000    |
| Österreich (IFPI)            | Platin                                                                 | 30.000     |
| Polen (ZPAV)                 | 3× Platin                                                              | 150.000    |
| Portugal (AFP)               | 2× Platin                                                              | 20.000     |
| Schweden (IFPI)              | 7× Platin                                                              | 560.000    |
| Spanien (Promusicae)         | Platin                                                                 | 60.000     |
| Vereinigte Staaten (RIAA)    | 5× Platin                                                              | 5.000.000  |
| Vereinigtes Königreich (BPI) | 3× Platin                                                              | 1.800.000  |
| Insgesamt                    | 1× Gold · 70× Platin · 2× Diamant ·                                    | 12.133.333 |

### 7 Minutes
| Land/Region                  | Auszeichnungen für Musikverkäufe (Land/Region, Auszeichnung, Verkäufe) | Verkäufe |
| ---------------------------- | ---------------------------------------------------------------------- | -------- |
| Australien (ARIA)            | 4× Platin                                                              | 280.000  |
| Brasilien (PMB)              | Gold                                                                   | 20.000   |
| Dänemark (IFPI)              | Gold                                                                   | 45.000   |
| Kanada (MC)                  | Platin                                                                 | 80.000   |
| Neuseeland (RMNZ)            | Platin                                                                 | 30.000   |
| Norwegen (IFPI)              | Gold                                                                   | 30.000   |
| Schweden (IFPI)              | Gold                                                                   | 40.000   |
| Vereinigtes Königreich (BPI) | Silber                                                                 | 200.000  |
| Insgesamt                    | 1× Silber · 4× Gold · 6× Platin ·                                      | 725.000  |

### Stay Awake
| Land/Region                  | Auszeichnungen für Musikverkäufe (Land/Region, Auszeichnung, Verkäufe) | Verkäufe |
| ---------------------------- | ---------------------------------------------------------------------- | -------- |
| Australien (ARIA)            | 3× Platin                                                              | 210.000  |
| Kanada (MC)                  | Platin                                                                 | 80.000   |
| Norwegen (IFPI)              | Gold                                                                   | 30.000   |
| Vereinigtes Königreich (BPI) | Silber                                                                 | 200.000  |
| Insgesamt                    | 1× Silber · 1× Gold · 4× Platin ·                                      | 520.000  |

### Used to Love
| Land/Region       | Auszeichnungen für Musikverkäufe (Land/Region, Auszeichnung, Verkäufe) | Verkäufe |
| ----------------- | ---------------------------------------------------------------------- | -------- |
| Australien (ARIA) | Gold                                                                   | 35.000   |
| Brasilien (PMB)   | Gold                                                                   | 20.000   |
| Neuseeland (RMNZ) | Gold                                                                   | 15.000   |
| Insgesamt         | 3× Gold ·                                                              | 70.000   |

### Falling Up
| Land/Region       | Auszeichnungen für Musikverkäufe (Land/Region, Auszeichnung, Verkäufe) | Verkäufe |
| ----------------- | ---------------------------------------------------------------------- | -------- |
| Australien (ARIA) | Platin                                                                 | 70.000   |
| Insgesamt         | 1× Platin ·                                                            | 70.000   |

### Looks Like Me
| Land/Region       | Auszeichnungen für Musikverkäufe (Land/Region, Auszeichnung, Verkäufe) | Verkäufe |
| ----------------- | ---------------------------------------------------------------------- | -------- |
| Australien (ARIA) | Platin                                                                 | 70.000   |
| Kanada (MC)       | Gold                                                                   | 40.000   |
| Insgesamt         | 1× Gold · 1× Platin ·                                                  | 110.000  |

### Hurtless
| Land/Region                  | Auszeichnungen für Musikverkäufe (Land/Region, Auszeichnung, Verkäufe) | Verkäufe |
| ---------------------------- | ---------------------------------------------------------------------- | -------- |
| Australien (ARIA)            | 2× Platin                                                              | 140.000  |
| Dänemark (IFPI)              | Platin                                                                 | 90.000   |
| Vereinigtes Königreich (BPI) | Silber                                                                 | 200.000  |
| Insgesamt                    | 1× Silber · 3× Platin ·                                                | 430.000  |

### Never Really Loved Me
| Land/Region     | Auszeichnungen für Musikverkäufe (Land/Region, Auszeichnung, Verkäufe) | Verkäufe |
| --------------- | ---------------------------------------------------------------------- | -------- |
| Schweden (IFPI) | Gold                                                                   | 40.000   |
| Insgesamt       | 1× Gold ·                                                              | 40.000   |

### How Do I Say Goodbye
| Land/Region                  | Auszeichnungen für Musikverkäufe (Land/Region, Auszeichnung, Verkäufe) | Verkäufe  |
| ---------------------------- | ---------------------------------------------------------------------- | --------- |
| Australien (ARIA)            | 4× Platin                                                              | 280.000   |
| Belgien (BRMA)               | Platin                                                                 | 40.000    |
| Brasilien (PMB)              | Platin                                                                 | 40.000    |
| Dänemark (IFPI)              | 2× Platin                                                              | 180.000   |
| Deutschland (BVMI)           | Gold                                                                   | 200.000   |
| Frankreich (SNEP)            | Gold                                                                   | 100.000   |
| Italien (FIMI)               | Gold                                                                   | 50.000    |
| Kanada (MC)                  | 2× Platin                                                              | 160.000   |
| Österreich (IFPI)            | Gold                                                                   | 15.000    |
| Polen (ZPAV)                 | Gold                                                                   | 25.000    |
| Schweden (IFPI)              | Platin                                                                 | 80.000    |
| Schweiz (IFPI)               | Platin                                                                 | 20.000    |
| Spanien (Promusicae)         | Gold                                                                   | 30.000    |
| Vereinigtes Königreich (BPI) | Platin                                                                 | 600.000   |
| Insgesamt                    | 6× Gold · 13× Platin ·                                                 | 1.820.000 |

## Auszeichnungen nach Lieder

### Chemicals
| Land/Region       | Auszeichnungen für Musikverkäufe (Land/Region, Auszeichnung, Verkäufe) | Verkäufe |
| ----------------- | ---------------------------------------------------------------------- | -------- |
| Australien (ARIA) | Platin                                                                 | 70.000   |
| Kanada (MC)       | Gold                                                                   | 40.000   |
| Schweden (IFPI)   | Gold                                                                   | 40.000   |
| Insgesamt         | 2× Gold · 1× Platin ·                                                  | 150.000  |

### Let Go
| Land/Region       | Auszeichnungen für Musikverkäufe (Land/Region, Auszeichnung, Verkäufe) | Verkäufe |
| ----------------- | ---------------------------------------------------------------------- | -------- |
| Australien (ARIA) | Gold                                                                   | 35.000   |
| Insgesamt         | 1× Gold ·                                                              | 35.000   |

### A Place We Knew
| Land/Region       | Auszeichnungen für Musikverkäufe (Land/Region, Auszeichnung, Verkäufe) | Verkäufe |
| ----------------- | ---------------------------------------------------------------------- | -------- |
| Australien (ARIA) | Gold                                                                   | 35.000   |
| Insgesamt         | 1× Gold ·                                                              | 35.000   |

### Half a Man
| Land/Region                  | Auszeichnungen für Musikverkäufe (Land/Region, Auszeichnung, Verkäufe) | Verkäufe  |
| ---------------------------- | ---------------------------------------------------------------------- | --------- |
| Australien (ARIA)            | 2× Platin                                                              | 140.000   |
| Brasilien (PMB)              | Gold                                                                   | 20.000    |
| Dänemark (IFPI)              | 3× Platin                                                              | 270.000   |
| Kanada (MC)                  | Platin                                                                 | 80.000    |
| Norwegen (IFPI)              | Platin                                                                 | 60.000    |
| Polen (ZPAV)                 | Gold                                                                   | 25.000    |
| Schweden (IFPI)              | Platin                                                                 | 80.000    |
| Vereinigtes Königreich (BPI) | Gold                                                                   | 400.000   |
| Insgesamt                    | 3× Gold · 8× Platin ·                                                  | 1.075.000 |

## Statistik und Quellen
| Land/RegionAuszeichnungen für Musikverkäufe (Land/Region, Auszeichnungen, Verkäufe, Quellen) | Silber     | Gold       | Platin         | Diamant     | Verkäufe  | Quellen              |
| -------------------------------------------------------------------------------------------- | ---------- | ---------- | -------------- | ----------- | --------- | -------------------- |
| Australien (ARIA)                                                                            | —          | 4× Gold4   | 52× Platin52   | —           | 3.780.000 | aria.com.au          |
| Belgien (BRMA)                                                                               | —          | —          | 3× Platin3     | —           | 120.000   | ultratop.be          |
| Brasilien (PMB)                                                                              | —          | 3× Gold3   | 2× Platin2     | Diamant1    | 300.000   | pro-musicabr.org.br  |
| Dänemark (IFPI)                                                                              | —          | 3× Gold3   | 14× Platin14   | —           | 1.220.000 | ifpi.dk              |
| Deutschland (BVMI)                                                                           | —          | 2× Gold2   | 2× Platin2     | —           | 1.700.000 | musikindustrie.de    |
| Finnland (IFPI)                                                                              | —          | Gold1      | —              | —           | 10.000    | Einzelnachweise      |
| Frankreich (SNEP)                                                                            | —          | 3× Gold3   | —              | Diamant1    | 583.333   | snepmusique.com      |
| Italien (FIMI)                                                                               | —          | 2× Gold2   | Platin1        | —           | 135.000   | fimi.it              |
| Kanada (MC)                                                                                  | —          | 5× Gold5   | 19× Platin19   | —           | 1.720.000 | musiccanada.com      |
| Malaysia (RIM)                                                                               | —          | —          | Platin1        | —           | 10.000    | Einzelnachweise      |
| Neuseeland (RMNZ)                                                                            | —          | 3× Gold3   | 12× Platin12   | —           | 360.000   | radioscope.co.nz NZ2 |
| Niederlande (NVPI)                                                                           | —          | —          | 2× Platin2     | —           | 160.000   | nvpi.nl              |
| Norwegen (IFPI)                                                                              | —          | 2× Gold2   | 11× Platin11   | —           | 640.000   | ifpi.no              |
| Österreich (IFPI)                                                                            | —          | Gold1      | Platin1        | —           | 45.000    | ifpi.at              |
| Philippinen (PARI)                                                                           | —          | —          | Platin1        | —           | 15.000    | Einzelnachweise      |
| Polen (ZPAV)                                                                                 | —          | 2× Gold2   | 5× Platin5     | —           | 240.000   | olis.pl              |
| Portugal (AFP)                                                                               | —          | —          | 3× Platin3     | —           | 30.000    | Einzelnachweise      |
| Schweden (IFPI)                                                                              | —          | 5× Gold5   | 12× Platin12   | —           | 1.110.000 | sverigetopplistan.se |
| Schweiz (IFPI)                                                                               | —          | —          | 2× Platin2     | —           | 40.000    | hitparade.ch         |
| Singapur (RIAS)                                                                              | —          | Gold1      | —              | —           | 5.000     | rias.org.sg          |
| Spanien (Promusicae)                                                                         | —          | 2× Gold2   | Platin1        | —           | 120.000   | elportaldemusica.es  |
| Vereinigte Staaten (RIAA)                                                                    | —          | Gold1      | 6× Platin6     | —           | 6.500.000 | riaa.com             |
| Vereinigtes Königreich (BPI)                                                                 | 6× Silber6 | 2× Gold2   | 5× Platin5     | —           | 4.560.000 | bpi.co.uk            |
| Insgesamt                                                                                    | 6× Silber6 | 42× Gold42 | 155× Platin155 | 2× Diamant2 |           |                      |